# Хочолава, Гиви Константинович
Гиви Константинович Хочолава (груз. გივი ხოჭოლავა, 1932 — декабрь 2014) — советский футболист, играл на позиции защитника. Мастер спорта СССР (1956).

## Биография
Родился в 1932 году.
В начале карьеры выступал за команды «Динамо» Зугдиди (1950—1952) и «Динамо» Кутаиси (1952—1953).
В 1954 году перешёл в тбилисское «Динамо», в составе которого провёл 9 сезонов и 152 матча в чемпионате СССР. Бронзовый призёром чемпионата СССР 1959 года и финалистом Кубка СССР 1959/60.
В составе сборной Грузинской ССР на летней Спартакиаде народов СССР 1956 года стал финалистом футбольного турнира.
Умер в декабре 2014 года.

## Достижения

### Командные
«Динамо» Тбилиси
- Бронзовый призёр чемпионата СССР: 1959
- Финалист кубка СССР: 1960

Сборная Грузинской ССР
- Финалист Спартакиады народов СССР: 1956

### Личные
- Мастер спорта СССР: 1956